# Strada regionale 222 Chiantigiana
La strada regionale 222 Chiantigiana (SRT 222), è una strada regionale italiana che collega Firenze e Siena.

## Percorso
La strada ha origine a Badia a Ripoli, quartiere di Firenze posto sulla riva sinistra dell'Arno. Il percorso si sviluppa lungo l'asse nord-sud, attraversando le colline del Chianti e numerosi suoi centri abitati.
La prima località attraversata è Ponte a Ema, divisa a metà tra i comuni di Firenze e Bagno a Ripoli, dove la strada supera anche l'A1 Milano-Napoli. Segue quindi l'attraversamento di Grassina, e dei centri di Strada in Chianti, Greve in Chianti e Panzano in Chianti, prima di abbandonare la provincia di Firenze.
Entrata in quella senese, presso Castellina in Chianti incrocia la ex strada statale 429 di Val d'Elsa, proseguendo poi in direzione della città del Palio, tocca la località di Quercegrossa, divisa amministrativamente tra Monteriggioni e Castelnuovo Berardenga.
Alle porte di Siena si innesta sulla strada statale 2 Via Cassia.
In seguito al decreto legislativo n. 112 del 1998, dal 2001 la gestione è passata dall'ANAS alla Regione Toscana che ha poi devoluto le competenze alla Provincia di Firenze e alla Provincia di Siena per le tratte territorialmente competenti.